# Propionsäureisopropylester
Propionsäureisopropylester ist eine chemische Verbindung aus der Gruppe der Carbonsäureester.

## Vorkommen

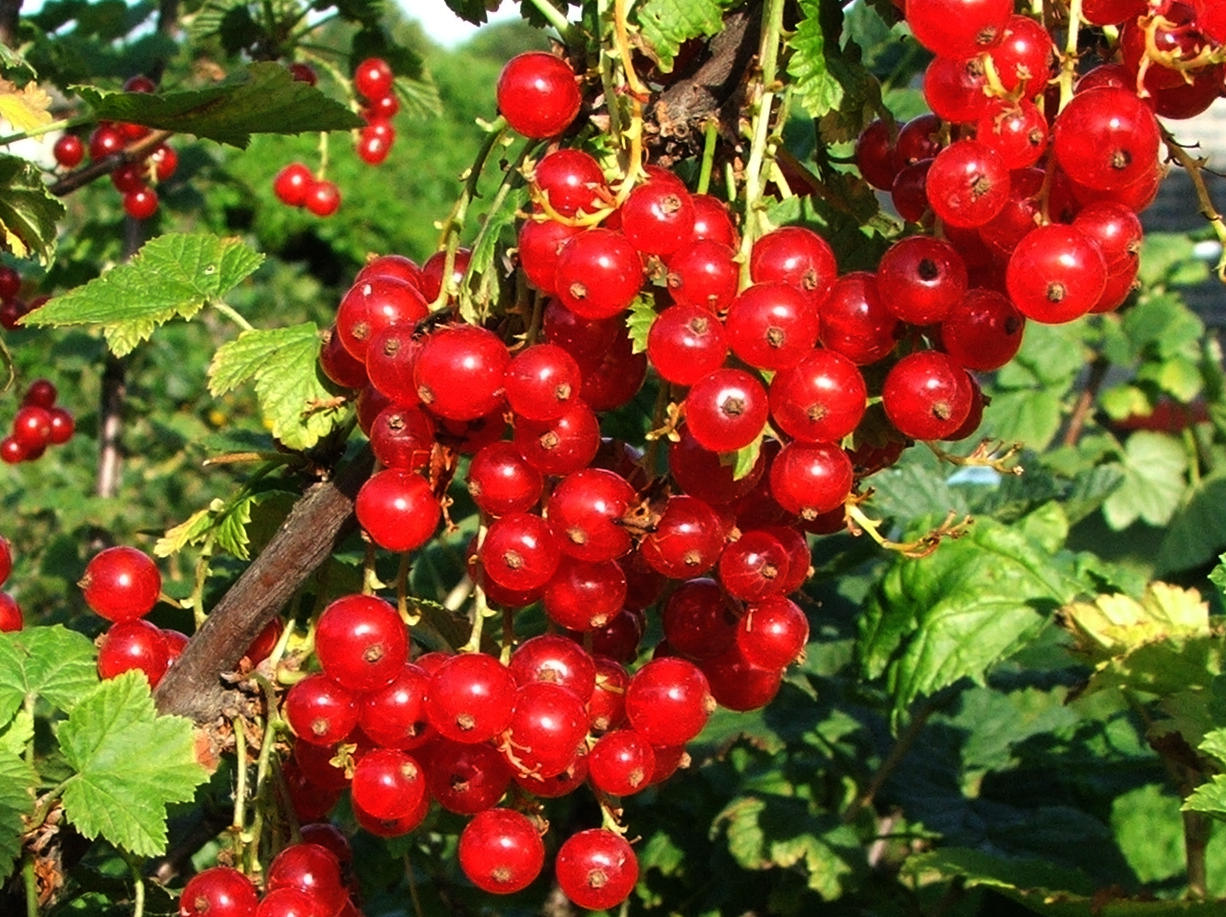
Johannisbeeren

Propionsäureisopropylester wurde in Himbeeren, Johannisbeeren, Kumquatschalenöl, Papaya und Pflaumenschnaps nachgewiesen.

## Gewinnung und Darstellung
Propionsäureisopropylester kann durch direkte Veresterung einer Benzollösung in Gegenwart von p-Toluolsulfonsäure gewonnen werden. Es kann auch durch Reaktion von Isopropylalkohol mit Schwefelsäure und Propionsäure dargestellt werden.

## Eigenschaften
Propionsäureisopropylester ist eine leicht entzündbare farblose Flüssigkeit mit aromatischem Geruch, die schwer löslich in Wasser ist. Die Verbindung hat einen bittersüßen Geschmack der an Pflaumen erinnert.

## Verwendung
Propionsäureisopropylester wird als Aromastoff verwendet.

## Sicherheitshinweise
Die Dämpfe von Propionsäureisopropylester können mit Luft ein explosionsfähiges Gemisch (Flammpunkt ca. 12 °C, Zündtemperatur 425 °C) bilden.